# Tosan (huyện)
Tosan (Hán Việt: Thố Sơn) là một huyện thuộc tỉnh Hwanghae Bắc tại Cộng hòa Dân chủ Nhân dân Triều Tiên. Huyện giáp với Kumchon ở phía tây, Changpung ở phía nam, Singye ở phía tây bắc, giáp với Inchon và Chorwon của tỉnh Kangwon lần lượt ở phía đông bắc và phía đông. Năm 2008, dân số của huyện Tosan là 62.727 người (29.936 nam và 32.791 nữ), trong đó dân số đô thị là 16.264 người (25,9%), dân số nông thôn là 46.463 người (74,1%).